# Chute Lake
Chute Lake är en sjö i Kanada.   Den ligger i provinsen British Columbia, i den södra delen av landet, 3 300 km väster om huvudstaden Ottawa. Chute Lake ligger 1 185 meter över havet. Arean är 0,36 kvadratkilometer. Den sträcker sig 1,2 kilometer i nord-sydlig riktning, och 0,5 kilometer i öst-västlig riktning.
I omgivningarna runt Chute Lake växer i huvudsak barrskog. Runt Chute Lake är det mycket glesbefolkat, med 4 invånare per kvadratkilometer.